# Guinea világörökségi helyszínei
Guinea területéről eddig egy helyszín került fel a világörökségi listára, három helyszín a javaslati listán várakozik a felvételre.
| | Nimba-hegy Természeti Rezervátum |
| Elefántcsontpart és Guinea közös világörökségi helyszíne |                                  |
| 1981, kiterjesztés:1982 |                                  |
| Veszélyeztetett világörökségi helyszínek listájára került: 1992 |                                  |
| Természeti (IX)(X) |                                  |
| Védett terület: 17 540 ha, hivatkozás: 155 |                                  |
| Az Elefántcsontpart és Guinea határán fekvő, a környező szavannák fölé magasodó Richard-Molard-hegy a két ország legmagasabb pontja és a 180 négyzetkilométeres rezervátum központja. A terület földrajzilag egyedülálló és mintegy kétszáznegyven endemikus fajnak ad otthont. A rezervátumot csaknem teljesen érintetlen erdő borítja, az alacsonyabb lejtőkön lombhullató fák találhatók, ezer méternél magasabban hegyvidéki erdők, míg a csúcs közelében hegyi szavanna terül el. A rezervátumban él a fokozottan veszélyeztetett Mount Nimba-varangy, az elevenszülő varangy, valamint csimpánzok, elefántok, bivalyok, antilopok, oroszlánok, hiénák és cerkófok. Az alacsonyabb területeket lápvidék borítja, ez keselyűk, kígyók, kétéltűek menedéke. A rezervátum élővilágát vasércbányászat fenyegeti, ezen kívül nagy kárt okoznak az elefántcsontparti menekültek is akik orvvadászattal foglalkoznak. Ennek következtében a rezervátum 1992-ben felkerült a veszélyeztetett világörökségi helyszínek listájára |                                  |

## Elhelyezkedése
| Nimba-hegy Természeti Rezervátum |

## Javasolt helyszínek
| Megnevezés                                                   | Kép | Típus      | Kritérium | Év   | Link |
| ------------------------------------------------------------ | --- | ---------- | --------- | ---- | ---- |
| Gberedou-Hamana népi építészete és mandinka kultúrtája       |     | Kulturális | II, V, VI | 2001 | 1521 |
| Nimba-hegy kultúrtáj                                         |     | Kulturális | II, VI    | 2001 | 1522 |
| Az afrikai rabszolgaút Timbótól a Rio Pongóig tartó szakasza |     | Kulturális | IV, VI    | 2001 | 1523 |